# James Mann
James Mann (1706 – 1756) è stato un ottico inglese.
James Mann fu un ottico inglese attivo a Londra. Realizzò occhiali, telescopi e microscopi, oltre a montature e custodie per occhiali nei materiali più diversi. 
Negli anni 1743-1747 entrò in società con lui il suo ex apprendista James Ayscough. Insieme pubblicarono vari scritti sui microscopi.
Mann fu un ammiratore dell'ottico italiano Pietro Patroni, tanto da invitare a confrontare i propri telescopi con quelli costruiti dal "celebrato Pietro Patroni di Milano". 